# Canaea
Canaea is een geslacht van vlinders van de familie venstervlekjes (Thyrididae), uit de onderfamilie Striglininae.

## Soorten
- C. bibarra (Chu & Wang, 1991)
- C. brandti Whalley, 1971
- C. complicata Whalley, 1971
- C. hyalospila (Lower, 1894)
- C. ignotalis Röber, 1891
- C. mercurata Whalley, 1971
- C. plagiata (Warren, 1897)
- C. rusticata Whalley, 1971
- C. ryukyuensis Inoue, 1965
- C. semitessellalis (Walker, 1866)
- C. semitessellata Walker, 1864
- C. similella Whalley, 1971
- C. tessellatula (Pagenstecher, 1892)